# Frédéric Mion
Pour les articles homonymes, voir Mion.
Frédéric Mion, né le 30 août 1969 à Montpellier, est un haut fonctionnaire français, directeur de l'Institut d'études politiques de Paris de 2013 à 2021. Éclaboussé par l'affaire Duhamel, il est contraint à la démission en février 2021.

## Biographie

### Jeunesse et études
Frédéric Mion naît en 1969. Il est le fils d'un professeur de médecine de Montpellier et d'une pharmacienne. Il a quatre frères et sœurs.
Élève au lycée du Mas de Tesse à Montpellier puis au lycée Henri-IV, Frédéric Mion intègre l'École normale supérieure de Paris en 1988 (classé 12e au concours B/L). Il est également diplômé de l'Institut d'études politiques de Paris en 1992 (section Service Public). Il étudie après cela à l'université de Princeton, où il obtient un Master in Public and International Affairs.
De retour en France, il intègre l'École nationale d'administration (ENA) en 1994 et sort major de la promotion Victor-Schœlcher (1996),.

### Parcours professionnel

#### Du Conseil d’État à Canal+
Frédéric Mion intègre le Conseil d'État à l'issue de sa scolarité à l'ENA, d'abord comme auditeur de 1996 à 1999, puis comme maître des requêtes de 1999 à 2000.
Parallèlement, il est recruté à l'IEP de Paris par Richard Descoings en tant que maître de conférences. Il y est rapidement nommé directeur de la section « service public » et de la classe préparatoire aux concours administratifs.
Il intègre le cabinet de Jack Lang comme conseiller technique puis conseiller lorsque celui-ci est ministre de l'Éducation nationale en 2000. Nadia Marik lui succède à la tête de la section « service public » de Sciences Po. Il est ensuite nommé adjoint au directeur général de l'administration et de la fonction publique en 2001.
En 2003, il quitte ce poste pour devenir avocat au sein du cabinet Allen & Overy, où il est reconnu comme un excellent avocat dans le milieu européen[réf. nécessaire]. Il traite notamment du droit de l'environnement.
En 2007, il rejoint le groupe Canal + en tant que secrétaire général, fonction qu’il occupe jusqu’en 2013.
Il est, en 2018, l'un des présidents du comité action publique 2022.

#### Directeur de Sciences Po
Frédéric Mion est élu à la tête de l'Institut d'études politiques de Paris le 1er mars 2013, succédant ainsi à Richard Descoings. L'élection est validée par le ministère de l'Enseignement supérieur et par le président de la République le 29 mars 2013. Il entre en fonction le 2 avril 2013 pour un mandat de cinq ans, renouvelé en 2018.
Il nomme une nouvelle équipe dirigeante, avec Charline Avenel comme secrétaire générale, Cornelia Woll comme directrice des études et de la scolarité, Christine Musselin comme directrice scientifique, et Enrico Letta comme doyen de l’École d’Affaires internationales.
À la tête de l'IEP, Frédéric Mion mène une réforme de la gouvernance de l'école sur la base des recommandations formulées par la Cour des comptes lors du scandale des rémunérations à la fin du mandat de Richard Descoings. Il remet en ordre les finances de l'école dans un effort reconnu par la Cour des comptes dans un rapport de 2016. La rémunération du directeur de l'école est réduite de 530 000 euros à 200 000 euros annuels, mais, selon la Cour des comptes, « la justification de la différence (...) par l'écart de responsabilités et de charges de travail (...) » par rapport à un président d'université en France qui touche au maximum 100 000 euros par an « reste à démontrer ». Celle-ci juge de surcroît que le système des primes demeure complexe et obscur.
Il met aussi en œuvre une réforme des cycles d'études. La formation en premier cycle est revue, avec la création de filières d'études (Économies et sociétés ; Politique et gouvernement ; Humanités politiques). Il parachève la réforme de l'organisation du second cycle en « écoles professionnelles », notamment à travers la création d’une école d’affaires publiques et d’une école urbaine (2015) et d’une école du management et de l’innovation (2017),. Il approfondit l’ouverture internationale de Sciences Po en signant des accords de doubles diplômes avec l'université nationale de Singapour, l'université de Berkeley, l'université de Hong Kong et l'université Bocconi.
Frédéric Mion s'inscrit dans le sillage de la politique de discrimination positive de Richard Descoings. Il porte l’élargissement de la politique d’égalité des chances de l’institution par une amplification de la procédure Convention éducation prioritaire.
Il mène le projet d'agrandissement du campus urbain de l'IEP de Paris. En 2016, il valide l'achat de l'hôtel de l'Artillerie dans le 7e arrondissement de Paris, qui est réaménagé pour accentuer l'attractivité de Sciences Po, augmenter l'espace disponible et rationaliser la gestion immobilière de l'institut.
Cette politique de développement de l'école exige une augmentation des frais de scolarité. En 2020, il mène une réforme du mode de calcul des frais de scolarité (déjà progressifs depuis 2004), supprimant les multiples tranches tarifaires au profit d'une individualisation totale des frais selon les revenus des familles. Les frais de scolarités annuels maximums en master passent de 14 500 € à 18 000€. Ils étaient de 13 500€ lors de sa prise de fonction en 2013.
Son mandat à la tête de l'institution marque également des changements dans les modalités d'admission en première et quatrième année, avec la disparition de l'épreuve écrite (une note de synthèse) pour l'entrée en master en 2017, puis la suppression du concours d'entrée au collège universitaire et l'inscription via Parcoursup en 2019. Des quotas sont également mis en place, avec 15% des places en première année réservées aux candidats issus des lycées partenaires du dispositif conventions d'éducation prioritaire.
En janvier 2021, Olivier Duhamel, président de la Fondation nationale des sciences politiques dont dépend l'IEP, est visé par des accusations d'inceste. Frédéric Mion se dit alors stupéfait par la nouvelle, reconnaissant ensuite avoir été averti de ces accusations par l'ex-ministre Aurélie Filippetti, selon lui en 2019, en réalité depuis 2018. Malgré la demande d'une partie des étudiants de Sciences Po, il n'envisage initialement pas de démissionner,,.
Frédéric Mion démissionne de l'IEP de Paris dans le sillage de l'affaire Duhamel le 9 février 2021,.
Selon le rapport d'inspection commandé par la ministre de l'Enseignement supérieur, dont la lecture le décide à démissionner, il ment aux enseignants, aux étudiants, à la presse et à l'inspection. Dès 2018, il cherche à éviter que l'affaire ne s'ébruite, et début 2021, il souhaite cacher que six autres personnes au sein de Sciences Po étaient au courant des accusations portées contre Olivier Duhamel.

#### Après Sciences Po
À la suite de sa démission, il réintègre le Conseil d'État par arrêté à partir du 10 février 2021. Il travaille au sein du Conseil d'Etat durant une année et rejoint, en juin 2022, le cabinet d'avocats d'affaires Gide Loyrette Nouel. En tant qu'associé, il y est chargé des dossiers de droit public et de fusions-acquisitions.
Le 6 juillet 2024, démissionnaire, il quitte le Conseil d'État.

## Prises de positions
Convaincu de l’importance du « renouvellement des élites », défenseur d’une conception assez large de la liberté d’expression, Frédéric Mion est également engagé pour l’égalité femmes-hommes sur les campus universitaires. En 2011, il soutient l'action de l'association Isota qui milite pour le mariage et l'adoption d'enfants par des couples homosexuels. Il devient en 2016 « champion français » de la campagne « Impact 10x10x10 » du programme HeForShe créé par l’ONU Femmes,.
Il est un ami proche d'Édouard Philippe.